# 이본
이본(李本, 1972년 9월 10일 (음력 8월 3일) ~ )은 대한민국의 배우, 방송인, 가수이다.

## 학력
- 단국대학교 문화예술대학원 공연예술학과 뮤지컬·연극전공 (석사)

## 출연작

### 드라마
- 1993년 SBS 청춘 드라마 《열정시대》... 김유나 역(중도합류)
- 1994년 MBC 《MBC 베스트극장》
- 1994년 KBS2 《느낌》 ... 혜린 역
- 1995년 KBS2 《창공》 ... 연송 역
- 1997년 MBC 《그대 그리고 나》 ... 시연 역
- 1998년 KBS2 《순수》 ... 인경 역
- 1998년 MBC 《남자 셋 여자 셋》
- 2012년 KBS2 《패밀리》 ... 우본 역
- 2020년 TV조선 《어쩌다 가족》 ... 이본 역

### 예능
- KBS2 《슈퍼선데이》
- KBS2 《연예가 중계》
- 1994년 MBC 《토요일 토요일은 즐거워》
- 1995년 MBC 《인기가요 베스트 50》
- 1995년 SBS 《TV 가요 20》
- 2011년 SBS 플러스 《컴백쇼 톱10》
- 2013년 MBC 《파이널 어드벤처》
- 2014년 MBC 《무한도전 - 토요일! 토요일은 가수다》
- 2015년 MBC 《나는 가수다 3》
- 2015년 JTBC 《김제동의 톡투유 - 걱정 말아요! 그대》
- 2015년 JTBC 《엄마가 보고있다》
- 2015년 TV조선 《앞치마 휘날리며》
- 2015년 OtvN 《어쩌다 어른》
- 2017년 MBC 《미스터리 음악쇼 복면가왕》 (101회)[1]
- 2017년 JTBC 《여행수다 나를 찾아서》
- 2021년 ~ 현재 TV조선 《부캐전성시대》 - 리미티드 본

### 라디오
| 연도                         | 채널       | 프로그램          |
| ---------------------------- | ---------- | ----------------- |
| 1995년 4월 3일 ~ 2004년 10월 | KBS 쿨FM   | 《볼륨을 높여요》 |
| 2025년 6월 30일 ~ 현재       | KBS 해피FM | 《라라랜드》      |

### 광고
| 연도            | 광고주       | 제목                          |
| --------------- | ------------ | ----------------------------- |
| 1994년          | 롯데제과     | 슈아이스 (이지은과 함께 출연) |
| 1994년          | 롯데제과     | 빙빙바                        |
| 1995년          | 롯데칠성음료 | 윈디소다                      |
| 1995년          | 아이피어리스 | 매직 시리즈                   |
| 1995년          | 아이피어리스 | 아르보아                      |
| 1995년 ~ 1996년 | 인디에프     | 꼼빠니아                      |
| 1999년          | 매일유업     | 카페라떼                      |